# 75/18 Mod. 1934/1935
Gli obici 75/18, cioè il 75/18 Mod. 34 e 75/18 Mod. 35, furono due pezzi di artiglieria del Regio Esercito, nel quale avrebbero dovuto costituire l'ossatura dell'artiglieria divisionale nel corso della seconda guerra mondiale. Questi obici furono il primo materiale di progettazione e costruzione italiana ad essere montato su affusto a deformazione. Oltre che come artiglierie trainate questi pezzi trovarono impiego su scafi cingolati come semoventi e ne fu previsto l'utilizzo come armamento principale per il carro P26/40 (poi sostituito con una versione allungata del 75/32 Mod. 1937)

## L'origine
Nel 1929 il Servizio Tecnico Armi e Munizioni emanò un programma di ammodernamento generale dell'arma di artiglieria, che ancora era basata sui materiali usati nel corso della prima guerra mondiale e su materiale di preda bellica (principalmente Skoda), comunque quasi tutto ormai obsoleto in confronto alle costruzioni ed ai progetti delle altre potenze. In base a questo programma di ammodernamento fu previsto di costruire un obice che sostituisse i pezzi da montagna tipo 75/13 Mod. 15 di preda bellica e quelli tipo 75/27 Mod. 1906 e 75/27 Mod. 1911 in alcune tipologie di divisioni, considerati ormai obsoleti.
I requisiti per il nuovo pezzo di artiglieria erano una buona mobilità, anche in terreno difficile, possibilità di essere scomposto in carichi someggiabili per spostamenti in terreno montuoso, ampio settore di tiro. Il calibro fu deciso in 75 mm non tanto basandosi su considerazioni sull'efficacia del proietto, quanto sulla base delle notevoli scorte di munizioni di tale calibro disponibili nei magazzini.
Fu presentato un progetto Ansaldo nel 1932, con bocca da fuoco lunga 17 calibri, ma, dopo la presentazione di un nuovo progetto della Direzione del Servizio Tecnico Armi e Munizioni, la lunghezza della bocca da fuoco fu portata a 18 calibri (75/18 Mod 32), dopo i risultati soddisfacenti ottenuti dai tiri e le prove di traino, furono ordinati 4 esemplari di preserie. L'obice venne adottato ufficialmente nel 1934.
Questo pezzo nacque in ritardo sui tempi, dato che ormai il calibro di riferimento per le artiglierie divisionali si stava spostando su valori attorno a 100 mm (la Francia stava mettendo in linea il Bourges 105 mm C Mle 1935, la Germania aveva deciso per il 10,5 cm leFH 18 e la Gran Bretagna stava studiando l'Ordnance QF 25 lb da 88 mm).
Se si considera però l'utilizzo che se ne fece del pezzo, ovvero quello di artiglieria da montagna (i pezzi finiti in Russia ed in Tunisia erano inquadrati nelle cosiddette "divisioni da montagna", divisioni di fanteria in grado di sostituire l'autotrasporto al someggio di artiglierie e salmerie), fu un buon pezzo; solo per fare un paragone, la Wehrmacht utilizzò il 7,5 cm Gebirgsgeschütz 36 con una gittata inferiore di 500–1000 m (9,0 della controparte germanica contro i 9,5 km del pezzo italiano, elevabili a 10,0 con un apposito freno di bocca, che nell'obice tedesco era invece già installato), una granata decisamente più leggera (5,7 kg contro 6,7), un peso ed una lunghezza della canna all'incirca uguale.

## La tecnica

### Il 75/18 Mod. 34
La canna, con anima sfilabile a freddo, nei primi lotti di produzione era fornita di un freno di bocca a 4 luci di efflusso, successivamente eliminato. L'otturatore era a cuneo, scorrimento orizzontale, simile a quello dell'obice da montagna Škoda 7,5 cm Vz. 1915. Il puntamento era ottenuto tramite un alzo a tamburo, a linea di mira indipendente da quella della canna, fornito di un dispositivo per correggere l'errore legato all'eventuale dislivello delle ruote.
Questo pezzo aveva un affusto a doppia coda divaricabile e ripiegabile, quindi con un ampio settore di tiro orizzontale (48°) e verticale (-10-65°). Le code erano ad assetto variabile sia in lunghezza (2 posizioni) sia in apertura (4 posizioni). Le ruote, di diametro ridotto con semipneumatici, erano a carreggiata variabile, per permetterne il traino anche su carrarecce e mulattiere. La variazione della carreggiata era ottenuta collegando opportunamente i due mezzi assali che formavano l'assale rigido del mezzo. Con particolari accorgimenti era possibile portare l'elevazione massima a 80°, cioè utilizzando il pezzo come mortaio, con una gittata di 3300 m, ma con un'ordinata della traiettoria di 5420 m e un angolo di caduta di quasi 52°.
La granata standard era la 75/13, con cui si raggiungeva una gittata di circa 9 km, tuttavia, utilizzando un apposito freno di bocca rigato, la portata poteva essere aumentata fino a 10 km. Utilizzando lo stesso freno di bocca si otteneva inoltre un sensibile miglioramento per quanto riguardava la precisione del tiro.
Il traino poteva essere animale, a timonella, oppure meccanica, sostituendo la timonella con un attacco apposito. Per il movimento in montagna il pezzo poteva essere scomposto in 8 carichi someggiabili.
Il Mod. 34 fu costruito in circa 600 esemplari ed ebbe un limitato successo di esportazione (San Salvador, Bolivia, Venezuela in quantità molto limitate e Portogallo, 56 obici)

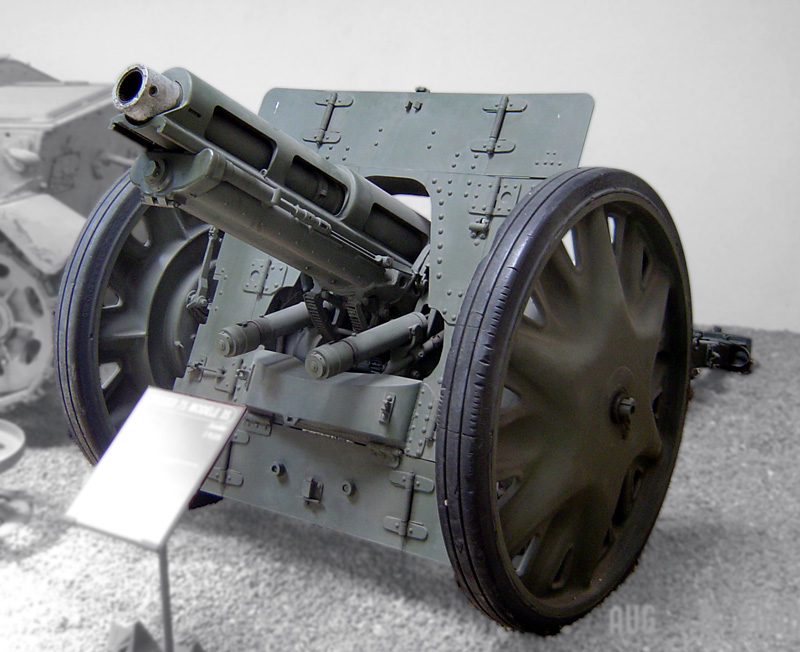
Obice 75/18 Mod. 35

### Il 75/18 Mod. 35
Il Modello 34 era tuttavia poco adatto al traino meccanico, quindi venne riprogettato l'affusto per poter soddisfare le esigenze dei gruppi per divisioni celeri e motorizzate. Il nuovo affusto aveva ruote a razze metalliche, inizialmente in elektron, lega aeronautica di magnesio e alluminio, e successivamente in lamierino di acciaio. Le ruote erano di grande diametro (1,3 m) con anello semipneumatico e sospensione elastica a barra di torsione. Le code erano state modificate per essere ripiegabili in solo due elementi (invece dei tre del Modello 34), riducendo in tal modo la lunghezza del pezzo in configurazione di marcia. Per il traino meccanico il pezzo era agganciato ad un apposito avantreno, con ruote uguali a quelle del pezzo, il trattore standard era il Fiat-SPA TL37, tuttavia era previsto anche l'uso del trattore OCI cingolato o di un'autocarretta. Il pezzo non era più someggiabile, ma poteva comunque essere scomposto e portato a braccia, ovviamente per percorsi molto brevi. Il 75/18 Mod. 35 fu commissionato in 186 esemplari, le prime consegne avvennero solo nel 1941, dato che parte delle bocche da fuoco fu dirottata per equipaggiare i Semoventi M41 e M42.

## L'impiego
- granata a pallette (shrapnel)
- granata perforante
- granata 75/13 a grande capacità
- granata 75/13 Mod. 32
- granata 75 ordinaria
- granata EP (a carica cava) ad ogiva emisferica
- granata EP (a carica cava) ad ogiva lunga
- granata EPS
- proiettili fumogeni
- proiettile per scuola di tiro

La presentazione dell'obice avvenne alle grandi manovre in Irpinia nell'agosto del 1936, appena 20 giorni dopo la distribuzione dei pezzi al reparto, il 10º reggimento artiglieria della 25ª Divisione fanteria "Volturno". I pezzi per l'occasione erano al traino di trattori cingolati da montagna Fiat-OCI 708 CM.
Il primo impiego bellico dell'obice fu nella guerra di Spagna, con una sezione di 2 pezzi, inviata a scopo sperimentale.
Ancora nel 1939 le pubblicazioni ufficiali del Ministero della guerra sostenevano la validità della scelta dell'arma, sebbene il munizionamento avesse un peso nettamente insufficiente (meno di metà di quello dell'obice tedesco da 105 mm) e la gittata fosse nettamente inferiore a quelle delle artiglierie divisionali dell'epoca.
Allo scoppio della seconda guerra mondiale erano disponibili 114 pezzi del Modello 34 e la batteria sperimentale del Modello 35. Il Modello 34 partecipò alla campagna contro la Grecia con 96 pezzi, mentre il Modello 35 fu impiegato in Russia (divisioni Ravenna, Sforzesca e Cosseria), Tunisia (divisione Superga) e Sicilia (divisioni Napoli, Livorno e Aosta). Nel giugno 1943 i gruppi divisionali armati con questi materiali erano 19, con 4 in corso di trasformazione.
Successivamente all'armistizio due gruppi della divisione Friuli parteciparono in Corsica alle operazioni contro i tedeschi, questi due gruppi furono successivamente disarmati dai francesi, ed altri 2 gruppi dell′11º Reggimento artiglieria Mantova parteciparono nel dicembre 1943 alla battaglia di Montelungo.
La produzione del 75/18 Mod. 35 proseguì nell'Italia settentrionale, dove era indicato dalla Wehrmacht come 7,5 cm GebH-254(i) (modello 34, obice da montagna da 7,5 cm 254 italiano) e 7,5 cm FH-255(i) (modello 35, obice da campagna da 7,5 cm 255 italiano).

### Impiego su semoventi
| Distanza (m) | Penetrazione (mm) | Angolo impatto |
| 1000         | 45                | 45°            |
| 1000         | 35                | 60°            |
| 500          | 90                | 40°            |
| 500          | 60                | 30°            |

La bocca da fuoco 75/18 fu utilizzata, con un freno di bocca apposito, sui semoventi M.40, M.41 e M.42 da 75/18, nati per essere utilizzati come cannoni d'assalto, quindi armati con un obice, in realtà furono utilizzati principalmente come cacciacarri. Il 75/18, utilizzando la granata a carica cava, si dimostrò in grado di impegnare qualsiasi carro armato alleato fino al 1943.
Successivamente alla seconda guerra mondiale il calibro 75 mm era considerato totalmente obsoleto per le artiglierie, quindi le artiglierie da campagna (nuovo nome dell'artiglieria divisionale) furono equipaggiate con materiali di calibro superiore.